# Schizothrix pontica
Schizothrix pontica is een eenoogkreeftjessoort uit de familie van de Leptastacidae. De wetenschappelijke naam van de soort is voor het eerst geldig gepubliceerd in 1962 door Griga.